# Аксу (Сайрамський район)
Аксу́ (каз. Ақсу) — село, центр Сайрамського району Туркестанської області Казахстану. Адміністративний центр Аксукентського сільського округу.
Село розташоване за 27 км на північний схід від адміністративного центру області — Шимкента, на річці Аксу (басейн річки Арисі). Залізнична станція на лінії Шимкент — Тараз. На території села працює відомий ще з радянських часів машинобудівний завод — Південно-Казахстанський машинобудівний завод.
До 2001 року село називалось Білі Води.
Населення — 32896 осіб (2021; 29541 у 2009, 23620 у 1999, 21896 у 1989).
26 березня 2015 року до села було приєднано територію площею 26,73 км².